# Eupithecia fuscoferruginea
Eupithecia contraria là một loài bướm đêm trong họ Geometridae.